# Sinagoga de Plovdiv
La Sinagoga de Plovdiv es una sinagoga en la ciudad de Plovdiv, situada en Bulgaria. Este edificio religioso es una de los únicas dos sinagogas que permanecen activas hasta hoy en Bulgaria (junto con la Sinagoga de Sofía).
De acuerdo con la investigación arqueológica una sinagoga habría sido construida en la antigua Philippopolis que data del reinado del emperador Alejandro Severo en la primera mitad del siglo tercero.